# Cantó de Beça
El cantó de Bessa d'Issòla és un cantó francès del departament de la Var, situat al districte de Brinhòla. Té 5 municipis i el cap és Bessa d'Issòla.

## Municipis
- Bessa d'Issòla
- Cabassa
- Flassan d'Içòla
- Gonfaron
- Pinhans

## Història
| Data d'elecció                           | Identitat          | Partit           | Qualitat |
| ---------------------------------------- | ------------------ | ---------------- | -------- |
| 1967-1973                                | M. Platel          | PS               |          |
| 1973-1985                                | René Clérian       | PCF              |          |
| 1985-2002                                | Hubert Falco       | UDF              |          |
| 2002-2007                                | Jean-Louis Raybaud | UDF, després UMP |          |
| 2007-                                    | Paul Denis         | Divers droite    |          |
| les dades anteriors no són pas conegudes |                    |                  |          |
|                                          |                    |                  |          |

| 1962  | 1968  | 1975  | 1982  | 1990  | 1999   | 2006   |
| ----- | ----- | ----- | ----- | ----- | ------ | ------ |
| 5.857 | 6.613 | 6.445 | 6.932 | 8.929 | 10.399 | 13.848 |